# SK Slavia Prague (féminines)
Pour les articles homonymes, voir Slavia Prague.
Maillots
Le SK Slavia Prague est un club tchèque basé à Prague possédant une section de football féminin.

## Histoire
La section féminine du Slavia Prague est créée en 1966, marquant le début de l'ère moderne du football féminin en Tchécoslovaquie. L'équipe reste longtemps invincible au pays et en Europe.
Club phare de Tchéquie, le Slavia Prague se dispute la plupart des titres nationaux avec le Sparta Prague, contre qui les derbies sont particulièrement disputés. Le Slavia se qualifie en Coupe d'Europe pour la première fois en 2003. En 2016, le Slavia atteint les quarts de finale, où il affronte l'Olympique Lyonnais. Pour le premier match de l'Olympique Lyonnais au Parc OL, les Françaises écrasent les Tchèques 9 à 1. Les Tchèques décrocheront un nul au match retour. Le club rejoint à nouveau les quarts de finale en 2018 et en 2019, avant de chuter lourdement face à Arsenal en huitièmes de finale la saison suivante.
En 2022-2023, après avoir éliminé le Valur Reykjavik, le Slavia devient la première équipe tchèque à atteindre la phase de groupes de la Ligue des champions, depuis la mise en place de la nouvelle formule la saison précédente. Malheureusement les Pragoises terminent dernière de leur poule.

## Palmarès
- Championnat de République tchèque féminin
  - Champion (11) : 2003, 2004, 2014, 2015, 2016, 2017, 2020, 2022, 2023, 2024 et 2025

- Coupe de République tchèque féminine
  - Vainqueur (6) : 2014, 2016, 2022, 2023, 2024 et 2025
  - Finaliste (6) : 2008, 2011, 2013, 2015, 2017 et 2019

- Championnat de Tchécoslovaquie féminin
  - Champion (2) : 1992 et 1993
  - Champion tchèque (9) : 1970, 1971, 1972, 1974, 1975, 1979, 1983, 1987 et 1988

## Joueuses célèbres
- Blanka Pěničková
- Kateřina Svitková

## Parcours en Coupe d'Europe
Le titre de champion de République Tchèque en 2003 envoie le Slavia Prague en Coupe d'Europe, où les Tchèques sont éliminées de justesse par Umeå, futur vainqueur de la compétition. Le club est encore éliminé au premier tour la saison suivante, avant une longue période d'absence.
À partir de 2014, la Ligue des Champions offre désormais deux tickets aux clubs tchèques, ce qui permet au Slavia de se qualifier pour chaque édition. Le club atteint trois fois les quarts de finale, son meilleur résultat dans la compétition.
| Saison    | Tour                      | Adversaire              | Aller | Retour | Score total |
| --------- | ------------------------- | ----------------------- | ----- | ------ | ----------- |
| 2003-2004 | Phase de groupes          | CFF Clujana             | 2 - 0 | 2 - 0  | 2 - 0       |
| 2003-2004 | Phase de groupes          | CS Newtownabbey         | 3 - 0 | 3 - 0  | 3 - 0       |
| 2003-2004 | Phase de groupes          | Umeå IK                 | 2 - 1 | 2 - 1  | 2 - 1       |
| 2004-2005 | Première phase de groupes | ZsNP Žiar nad Hronom    | 4 - 0 | 4 - 0  | 4 - 0       |
| 2004-2005 | Première phase de groupes | LP Super Sport Sofia    | 3 - 0 | 3 - 0  | 3 - 0       |
| 2004-2005 | Première phase de groupes | Alma KTZH               | 2 - 1 | 2 - 1  | 2 - 1       |
| 2014-2015 | 1/16 finale               | FC Barcelone            | 0 - 1 | 3 - 0  | 0 - 4       |
| 2015-2016 | 1/16 finale               | Brøndby IF              | 4 - 1 | 1 - 0  | 4 - 2       |
| 2015-2016 | 1/8 finale                | Zvezda 2005             | 2 - 1 | 0 - 0  | 2 - 1       |
| 2015-2016 | 1/4 finale                | Olympique Lyonnais      | 9 - 1 | 0 - 0  | 1 - 9       |
| 2016-2017 | 1/16 finale               | Apollon Limassol        | 1 - 1 | 3 - 2  | 4 - 3       |
| 2016-2017 | 1/8 finale                | FC Rosengård            | 1 - 3 | 3 - 0  | 1 - 6       |
| 2017-2018 | 1/16 finale               | FK Minsk                | 1 - 3 | 4 - 3  | 7 - 4       |
| 2017-2018 | 1/8 finale                | Stjarnan                | 1 - 2 | 0 - 0  | 2 - 1       |
| 2017-2018 | 1/4 finale                | VfL Wolfsbourg          | 5 - 0 | 1 - 1  | 1 - 6       |
| 2018-2019 | Tournoi de qualification  | Ataşehir Belediyespor   | 7 - 2 | 7 - 2  | 7 - 2       |
| 2018-2019 | Tournoi de qualification  | KFF Mitrovica           | 4 - 0 | 4 - 0  | 4 - 0       |
| 2018-2019 | Tournoi de qualification  | MTK Budapest            | 1 - 4 | 1 - 4  | 1 - 4       |
| 2018-2019 | 1/16 finale               | FK Gintra Universitetas | 0 - 3 | 4 - 0  | 7 - 0       |
| 2018-2019 | 1/8 finale                | FC Rosengård            | 2 - 3 | 0 - 0  | 3 - 2       |
| 2018-2019 | 1/4 finale                | Bayern Munich           | 1 - 1 | 5 - 1  | 2 - 6       |
| 2019-2020 | 1/16 finale               | Hibernian Ladies FC     | 1 - 4 | 5 - 1  | 9 - 2       |
| 2019-2020 | 1/8 finale                | Arsenal WFC             | 2 - 5 | 8 - 0  | 2 - 13      |
| 2020-2021 | 1/16 finale               | ACF Fiorentina          | 2 - 2 | 0 - 1  | 2 - 3       |
| 2021-2022 | 2e tour de qualifications | Arsenal WFC             | 3 - 0 | 4 - 0  | 7 - 0       |
| 2022-2023 | 2e tour de qualifications | Valur Reykjavik         | 0 - 1 | 0 - 0  | 1 - 0       |
| 2022-2023 | Phase de groupes          | AS Rome                 | 1 - 0 | 0 - 3  | 4e (2 pts)  |
| 2022-2023 | Phase de groupes          | VfL Wolfsbourg          | 0 - 2 | 0 - 0  | 4e (2 pts)  |
| 2022-2023 | Phase de groupes          | SKN St. Pölten          | 0 - 1 | 1 - 1  | 4e (2 pts)  |

## Rivalités
Le principal rival du Slavia est le Sparta Prague, l'autre grand club du football féminin praguois et tchèque. Les deux équipes se partagent la quasi-totalité des titres nationaux.